# Bahcisarai
Bahcisarai (în ucraineană Бахчисарай, transliterat: Bahciîsarai) este orașul raional de reședință al raionului Bahciîsarai din Republica Autonomă Crimeea, Ucraina. 
Bahcisarai a fost capitala Hanatului Crimeei.

## Demografie
Componența lingvistică a orașului Bahcisarai
     Rusă (75,53%)
     Tătară crimeeană (16,81%)
     Ucraineană (6,24%)
     Alte limbi (0,34%)
Conform recensământului ucrainean din 2001, majoritatea populației orașului Bahcisarai era vorbitoare de rusă (75,53%), existând în minoritate și vorbitori de tătară crimeeană (16,81%) și ucraineană (6,24%).
În anul 2013 s-a estimat că populația localității ucrainene ar fi de 26.482 locuitori. 

## Obiective turistice
- Palatul Bahcisarai

## Personalități născute aici
- Sabriye Erecepova (1912 - 1977), cântăreață;
- Nuriye Cetere (1912 - 1991), actriță, dansatoare;
- Ediye Topçı (1919 - 1967), cântăreață.

## Legături externe
- Lista orașelor din Ucraina